# Línea 10 (Metrovalencia)
La Línea 10 de Metrovalencia (antes línea T2 de Metrovalencia) es un servicio de metro ligero integrado en la red de Metrovalencia que conecta el barrio de Natzaret de Valencia (España) con la céntrica estación de Alacant, donde tiene correspondencia directa con la línea 7 y a pie con el resto de líneas. Inaugurada el 17 de mayo de 2022, tiene una longitud de 5,32 kilómetros a lo largo de 8 estaciones.

## Historia
Hasta 1957 hubo una línea del antiguo trenet de Valencia que conectaba la estación de Jesús con el barrio de Nazaret, la cual quedó destruida y fuera de servicio debido a la riada de 1957. El 17 de mayo de 2022 el barrio de Nazaret recuperó 65 años después el servicio ferroviario, con la puesta en marcha de esta línea.

### Antigua línea T2
La línea T2 fue un proyecto de línea de tranvía que discurriría desde el barrio de Orriols al de Nazaret atravesando el centro de Valencia.
El proyecto inicial dividió la construcción de la línea en tres tramos:
- Norte: Desde Tossal del Rei hasta Pont de Fusta. Discurre en superficie al tratarse de un tranvía integrado en la vía pública con plataforma reservada. En este tramo prestan servicio las líneas 4 y 6.
- Centro: Desde Pont de Fusta hasta Alicante. Este tramo circularía por el centro histórico de Valencia siendo por completo realizado mediante tuneladora y a 30 metros de profundidad, tratándose de la línea de ferrocarril a mayor profundidad de Valencia. Transcurriría debajo de las edificaciones y también atravesaría el viejo cauce del río Turia. Este tramo, actualmente en estudio, cuenta ya con la infraestructura construida de la estación de Mercat Central.
- Sur: Desde Alicante hasta Natzaret. Este tramo constituye actualmente la Línea 10 y circula en subterráneo desde la estación de Alacant hasta la de Amado Granell y desde allí hasta Natzaret con plataforma reservada para tranvía. Incluye unas cocheras provisionales en Natzaret. Fue inaugurado el 17 de mayo de 2022.

Desde el 30 de octubre hasta el 8 de noviembre de 2024, a consecuencia de las graves inundaciones acontecidas en la provincia de Valencia, el servicio en esta línea fue suspendido. El 7 de enero de 2025, la línea recuperó las frecuencias previas a la DANA.

## Trazado
La línea une, en una primera fase, la estación de Alacant con el barrio de Natzaret pasando por las estaciones de: Russafa, Amado Granell-Montolivet, Quatre Carreres, Ciutat de les Arts i les Ciències, Oceanogràfic, Les Moreres y Natzaret. Este tramo es subterráneo hasta la estación de Amado Granell y el resto hasta Natzaret en superficie.

### Lugares a los que da servicio
- Estación del Norte, Plaza de Toros y Parque Central - Estación de Alacant.
- Avenida de Amado Granell Mesado: Estación de Amado Granell-Montolivet
- Ruzafa - Russafa
- Quatre Carreres - Conservatori Superior de Música, Valencia Basket y Roig Arena.
- Ciudad de las Artes y las Ciencias, C.C. El Saler y Ciudad de la Justicia - Ciutat de les Arts i les Ciències
- Oceanográfico - Oceanogràfic y La Punta
- Las Moreras - Les Moreres
- Nazaret - Natzaret

## Características
El tramo subterráneo mide 2,35 kilómetros con tres estaciones (Alicante, Russafa y Amado Granell-Montolivet), mientras que el trazado en superficie, de 2,97 kilómetros, cuenta con cinco paradas: Quatre Carreres, Ciutat Arts i Ciéncies/Justicia, Oceanográfico, Moreres y Natzaret.
Toda la línea cuenta con el sistema de seguridad ATP (Automatic Train Protection), el cual ya opera en la mayor parte de la red de Metrovalencia.
La estación de Alicante está unida con la de Bailén por medio de un túnel peatonal y en marzo de 2023 comenzó  la construcción de otro túnel peatonal que enlazaría la estación de Alicante con la de Xàtiva. No obstante, en febrero de 2024 se anunció que las obras del túnel peatonal sufrirían una modificación de proyecto para que dicha obra sirviera finalmente como un túnel ferroviario, de manera que la línea 10 pudiera conectarse efectivamente con la estación de Xàtiva, mediante la construcción de una parada provisional en el vestíbulo de la estación. 
Posteriormente se preveía la ampliación de la línea hasta la calle Xàtiva y, más adelante, hasta la estación de Mercat. También se estudió continuar la línea hasta la estación de Pont de Fusta. Sin embargo, en marzo de 2021, la gerente de Ferrocarriles de la Generalitat Valenciana, Anaïs Menguzzato, afirmó que la construcción del tramo central desde la estación de Alicante hasta el Pont de Fusta estaba prácticamente descartada.
Por último, en febrero de 2021 se anunció la prolongación de la línea 10 desde Natzaret hasta el Puerto de Valencia terminando en la parada Neptú, enlazando con las líneas 6 y 8 en la parada Marina de Valencia.

### Datos de explotación
- Frecuencia de paso: 7'5 minutos en días laborables (Ciutat de les Arts) y 15 minutos (Natzaret)

Fines de semana y festivos: 10 minutos (Ciutat de les Arts)
20 minutos (Natzaret)
- Nº de viajeros: 2.795.708(2024) [2]
- Población servida: 120.000 habitantes